# Gaetano Lo Nero
Gaetano Lo Nero (Palermo, 23 maggio 1976) è un ex calciatore italiano, di ruolo centrocampista.

## Carriera
Ha giocato in Serie B con le maglie di Palermo, Salernitana e Pescara, di cui è stato capitano.